# Rumung
Rumung es la isla más septentrional en el archipiélago de las Islas Yap, un pequeño grupo de islas e islotes en el Pacífico occidental que pertenecen a los Estados Federados de Micronesia. Se trata de un territorio a unos 1300 km de Nueva Guinea y 870 km de Guam.
Está totalmente arbolada, es bastante plana y larga con unos 3 km y un ancho de 1,15 kilómetros; posee en su costa norte, una ciudad principal llamada Gaqnaqun, aunque es posible encontrar otros asentamientos pequeños, principalmente en la costa noreste.
Rumung se encuentra a 200 metros de la costa norte de la isla Maap, separadas por el estuario de Yinbinaew de 140 metros de ancho y 700 metros de largo.
Para el censo del año 2000 126 personas vivían en la isla en 26 hogares. En 1994 aún había 139 residentes de 27 hogares.